# Else Marie Friis
Else Marie Friis (Holstebro, 18 de junio de 1947) es una naturalista, paleobotánica, pteridóloga y botánica danesa.

## Biografía
En 1975 se graduó de la Universidad de Aarhus, con especialización en geología y en menor importancia en botánica. En 1980, defendió y obtuvo su doctorado sobre el estudio de las floras del Mioceno Medio Microcarpological de Dinamarca occidental. Entonces, era investigadora en el British Council, del Bedford College de Londres. En 1982 trabajó con David Dilcher, Bloomington (Indiana). En 1987, fue nombrada profesora de paleobotánica y jefa del Departamento de paleobotánica del Naturhistoriska Riksmuseet de Estocolmo. En 1995, fue profesora visitante en la Universidad de Zúrich.
Realiza investigaciones, en el Museo Sueco de Historia Natural, sobre el origen de las angiospermas (fanerógamas), con énfasis en biología reproductiva, filogenia y paleoecología, con el estudio de los órganos reproductivos (flores, frutos, semillas, estambres, polen) las plantas del Cretácico (145-65 millones de años). También investiga la historia del orden Gnetales. Friis ha realizado investigaciones en países como Suecia, Estados Unidos, Portugal, Kazajistán, Japón, Brasil, China y Alemania.
Es editora de la revista Grana. Y tiene más de un centenar de publicaciones a su nombre en revistas como American Journal of Botany, Anales del Jardín Botánico de Misuri, Nature, Science, International Journal of Plant Sciences, Anales de Botánica, Botanical Journal of the Linnean Society, Philosophical Transactions of the Royal Society, Grana, Proceedings of the National Academy of Sciences y Botánica Sistemática. Junto con William Gilbert Chaloner, y Peter Crane editaron el libro "El origen de las angiospermas y sus consecuencias biológicas", en 1987 por Cambridge University Press. Además de ellos, también trabaja con Kaj Pedersen Raunsgaard.

## Algunas publicaciones
- else marie Friis, peter r. Crane, kaj raumsgaard Pedersen. 2001. Fossil evidence of water lilies (Nymphaeales) in the Early Cretaceous. 4 pp.
- ----------------, ----------------, --------------------------. 1995. Appomattoxia ancistrophora gen. et sp. nov., a new Early Cretaceous plant with Similarities to Circaeaster and extant Magnoliidae. 11 p
- ----------------. 1994. 'Virginianthus calycanthoides gen. et sp. nov. - a calycanthaceous flower from the Potomac group (Early Cretaceous) of eastern North America. 14 pp.
- ----------------. 1988. Spirematospermum chandlerae sp. nov., an extinct species of Zingiberaceae from the North American Cretaceous. 6 pp.
- ----------------, peter r. Crane, kaj raunsgaard Pedersen. 1986. 'Floral evidence for Cretaceous chloranthoid angiosperms. 2 pp.
- ----------------. 1980]. Microcarpological studies of middle miocene floras of Western Denmark. Editor Aarhus Universitet, Det Naturvidenskabelige Fakultet

### Libros
- else marie Friis, peter r. Crane, kaj raunsgaard Pedersen. 2011. Early Flowers and Angiosperm Evolution. Edición ilustrada de Cambridge University Press, 550 pp. ISBN 0521592836 en línea
- catarina Rydin, else marie Friis. 2010]. A new early cretaceous relative of Gnetales: Siphonospermum simplex gen. et sp. nov. from the Yixian Formation of northeast China. Editor BioMed Central Ltd, 183 pp.
- madeline Harley, else marie Friis. 2005. Spermatophyte pollen: Evolution, phylogeny and systematics. Proc. of a symposium XI International Palynological Congress, Granada, Spain 2004. Editor Taylor & Francis, 120 pp.
- ----------------, peter r. Crane, kaj raunsgaard Pedersen. 2000a. Fossil floral structures of a basal angiosperm with monocolpate, reticulate-acolumellate pollen from the Early Cretaceous of Portugal. 14 pp.
- ----------------, ----------------, ---------------------------. 2000b. Reproductive structure and organization of basal Angiosperms from the Early Cretaceous (Parremian or Aptian) of Western Portugal. 14 pp.
- ----------------, ----------------, ---------------------------. 1999. Early Angiosperm diversification: the diversity of pollen associated with angiosperm reproductive structures in Early Cretaceous floras from Portugal. 38 pp.
- ----------------. 1998. Kungl. vetenskapsakademien, Matrikel 1998/1999. Estocolmo: Kungl. Vetenskapsakademien. sid. 58. ISSN 0302-6558 Libris 3638900
- ----------------, kaj raunsgaard Pedersen, peter r. Crane. 1992. Esgueiria gen. nov., fossil flowers with combretaceous features from the Late Cretaceous of Portugal. Volumen 41 de Biologiske skrifter. Editor Kongelige Danske videnskabernes selskab, 45 pp. ISBN 8773042315
- ----------------, peter r. Crane, kaj raunsgaard Pedersen. 1991. Stamen diversity and in situ pollen of Cretaceous angiosperms. 28 pp.
- ----------------. 1990a. Silvianthemum suecicum gen. et sp. nov., a new saxifragalean flower from the Late Cretaceous of Sweden. Volúmenes 36-37. Biologiske skrifter, Kongelige Danske. Editor Kongelige Danske videnskabernes selskab, 35 pp. ISBN 8773042056
- ----------------, kaj raunsgaard Pedersen. 1990b. Structure of the Lower Cretaceous fern Onychiopsis psilotoides from Bornholm, Denmark. Editor Elsevier, 17 pp.
- ----------------, peter k. Endress. 1990c. Origin and evolution of angiosperm flowers. Volumen 17 de Advances in botanical research. Editor Academic Press, 162 pp.
- ----------------, peter r. Crane. 1989. Reproductive structures of Cretaceous Hamamelidae. 20 pp.
- ----------------, ---------------, kaj raunsgaard Pedersen. 1988a. Reproductive structures of Cretaceous Platanaceae. Volumen 31 de Biologiske skrifter. Editor Royal Danish Academy of Sciences and Letters, 55 pp. ISBN 8773041882
- ----------------, ---------------, ---------------------------. 1988b. Biologiske skrifter. Volúmenes 31-35. Kongelige Danske videnskabernes selskab. Editor Ejnar Munksgaard, 55 pp. ISBN 8773041882
- ----------------, william gilbert Chaloner, peter r. Crane. 1987. The Origins of angiosperms and their biological consequences. Edición ilustrada, reimpresa de CUP Archive, 358 pp. ISBN 0521323576 en línea
- ------------------, jytte r. Nilsson, niels Bohr, svend thorkild Andersen, harry john Betteley Birks. 1985a. Dose- and time-dependent effects of Actinomycin D on etrahymena: with special reference to nucleolar changes. Biologiske skrifter. Editor Munksgaard, 253 pp. ISBN 8773041467
- ------------------. 1985b. Angiosperm fruits and seeds from the Middle Miocene of Jutland (Denmark). Biologiske skrifter. Editor Munksgaard, 165 pp. ISBN 8773041505
- ------------------. 1975. Climatic implications of microcarpological analyses of the Miocene Fasterholt flora, Denmark. 13 pp.

## Membresías
- Asociación Internacional de Paleontología
- Organización Internacional de Paleobotánica
- Asociación Internacional de Taxonomía de Plantas
- Sociedad Linneana de Londres
- Real Academia Danesa de las Ciencias
- Real Academia de las Ciencias de Suecia
- Paläontologische Gesellschaft (Sociedad Paleontológica)

Recibió un doctorado honoris causa de la Universidad de Lund.

## Eponimia
Género
- Elsemaria

Especies
- (Malvaceae) Pavonia friisii Thulin & Vollesen[1]
- (Violaceae) Rinorea friisii M.G.Gilbert[2]
- (Xanthorrhoeaceae) Aloe friisii Sebsebe & M.G.Gilbert[3]